# إف. إدوارد إيبرت
إف. إدوارد إيبرت هو صحفي وسياسي أمريكي، ولد في 12 أكتوبر 1901 في نيو أورلينز في الولايات المتحدة، وتوفي بنفس المكان في 29 ديسمبر 1979. نشط حزبياً في الحزب الديمقراطي. وقد انتخب عضو مجلس النواب الأمريكي ‏.

## أنظر أيضًا
- لجنة مجلس النواب المعنية بالنشاطات المعادية لأمريكا